# Departamentul Tsamba-Magotsi
Departamentul Tsamba-Magotsi este un departament din provincia Ngounié  din Gabon. Reședința sa este orașul Fougamou.